# Lorris
 Lorris  es una población y comuna francesa, situada en la región de Centro, departamento de Loiret, en el distrito de Montargis. Es el chef-lieu y mayor población del cantón de Lorris.

## Demografía
| 1897 | 2170 | 2265 | 2556 | 2620 | 2674 |
| Para los censos de 1962 a 1999 la población legal corresponde a la población sin duplicidades (Fuente: INSEE [Consultar]) |      |      |      |      |      |